# Kappa del Serpentari
Kappa del Serpentari (κ Ophiuchi) és un estel a la constel·lació del Serpentari, el portador de la serp (Ophiuchus), de magnitud aparent +3,20. Ocasionalment és coneguda com a Helkath, nom hebreu-àrab que significa «camp de batalla».
Situat a 86 anys llum del sistema solar, Kappa del Serpentari és una gegant taronja de tipus espectral K2III amb una temperatura de 4655 K. Llueix amb una lluminositat bolomètrica 53 vegades major que la del Sol. La mesura directa del seu diàmetre angular, una vegada corregit per l'efecte a causa de l'enfosquiment de limbe, és de 3,85 mil·lisegons d'arc. El seu diàmetre, calculat a partir d'aquest valor, és 14 vegades més gran que el del Sol, i és un estel semblant a Cebalrai (β Ophiuchi), en aquesta mateixa constel·lació. Gira sobre si mateix amb una velocitat de rotació projectada de 2,16 km/s. Amb una metal·licitat semblant a la solar, pot tenir una edat compresa entre 5000 i 7200 milions d'anys. Com en altres gegants similars, en el seu nucli té lloc la fusió nuclear d'heli en carboni i oxigen. La seva alta velocitat relativa respecte al Sol —68 km/s, valor quatre vegades superior a la mitjana— suggereix que procedeix d'una regió diferent de la galàxia.
Encara que Kappa del Serpentari apareix catalogat com a estel variable, observacions fetes pel satèl·lit Hipparcos semblen refutar aquesta variabilitat.